# Dota Gozen
Dota Gozen (土田御前, ?-26 février 1594), épouse d'Oda Nobuhide, est la mère d'Oda Nobunaga, très important seigneur de guerre de la période Sengoku du Japon. Elle est également la mère de trois de ses frères, Nobuyuki, Nobukane et Hidetaka ainsi que de deux de ses sœurs, Oinu et Oichi. Il semble qu'elle soit la fille de Dota Masahisa, mais ce n'est pas clair car son véritable nom est inconnu. Elle est inhumée au Shitennō-ji de l'actuelle ville de Tsu dans la préfecture de Mie. Le mot Gozen est un titre semi-officiel signifiant à peu près « Noble visage » ou « Noble présence », utilisé pour parler de certaines femmes de la noblesse et parfois pour certains pontes masculins extrêmement importants (l'empereur, Kamakura-gozen, etc.).

## Rivalité entre fils
Selon la rumeur, Dota Gozen n'aimait pas Nobunaga et lui préférait son frère, Nobuyuki, qui avait de bonnes manières. Quand Nobuyuki perd une bataille qui l'opposait à son frère, Gozen intervient en demandant à celui-ci la grâce du vaincu, ce que Nobunaga accepte. Cependant, Nobuyuki tente d'usurper de nouveau l'autorité de Nobunaga qui cette fois, le fait exécuter (dans une autre version des faits, Nobuyuki se suicide). C'est le début d'une longue liste de trahisons à l'encontre de Nobunaga.

## Famille
- Père : Dota Masahisa
- Mari : Oda Nobuhide (1510-1551)
- Fils :
  - Oda Nobunaga (1534-1582)
  - Oda Nobuyuki (1536-1557)
  - Oda Nobukane (1548-1614)
  - Oda Hidetaka (d. 1555)
- Filles :
  - Oichi no Kata (1547-1583)
  - Oinu

## Source de la traduction
- (en) Cet article est partiellement ou en totalité issu de l’article de Wikipédia en anglais intitulé « Tsuchida Gozen » (voir la liste des auteurs).